# Campeonato Mundial de Handebol Feminino de 1990
O Campeonato Mundial de Handebol Feminino de 1990 foi a 10ª edição do Campeonato Mundial de Handebol Feminino. Foi disputado na Coreia do Sul de 24 de novembro a 4 de dezembro de 1990, organizado pela Federação Internacional de Handebol (IHF) e pela Federação Sul-Coreana de Handebol.

## Equipes Participantes
| Grupo A            | Grupo B       | Grupo C           | Grupo D  |
| ------------------ | ------------- | ----------------- | -------- |
| Alemanha Ocidental | Áustria       | Alemanha Oriental | Bulgária |
| França             | China         | Angola            | Canadá   |
| Polónia            | Coreia do Sul | Dinamarca         | Noruega  |
| Iugoslávia         | Suécia        | União Soviética   | Roménia  |

## Fase Preliminar

### Grupo A
| Time               | P | V | E | D | GP | GC | SG  | Pts |
| ------------------ | - | - | - | - | -- | -- | --- | --- |
| Iugoslávia         | 3 | 3 | 0 | 0 | 63 | 54 | +9  | 6   |
| Alemanha Ocidental | 3 | 2 | 0 | 1 | 56 | 51 | +5  | 4   |
| Polónia            | 3 | 1 | 0 | 2 | 65 | 59 | +6  | 2   |
| França             | 3 | 0 | 0 | 3 | 49 | 69 | -20 | 0   |

### Grupo B
| Time          | P | V | E | D | GP | GC | SG  | Pts |
| ------------- | - | - | - | - | -- | -- | --- | --- |
| China         | 3 | 3 | 0 | 0 | 67 | 58 | +9  | 6   |
| Áustria       | 3 | 1 | 1 | 1 | 61 | 61 | 0   | 3   |
| Coreia do Sul | 3 | 1 | 0 | 2 | 74 | 72 | +2  | 2   |
| Suécia        | 3 | 0 | 1 | 2 | 61 | 72 | -11 | 1   |

### Grupo C
| Time              | P | V | E | D | GP | GC | SG  | Pts |
| ----------------- | - | - | - | - | -- | -- | --- | --- |
| União Soviética   | 3 | 3 | 0 | 0 | 70 | 52 | +18 | 6   |
| Alemanha Oriental | 3 | 2 | 0 | 1 | 71 | 56 | +15 | 4   |
| Dinamarca         | 3 | 1 | 0 | 2 | 58 | 51 | +7  | 2   |
| Angola            | 3 | 0 | 0 | 3 | 38 | 78 | -40 | 0   |

### Grupo D
| Time     | P | V | E | D | GP | GC | SG  | Pts |
| -------- | - | - | - | - | -- | -- | --- | --- |
| Noruega  | 3 | 3 | 0 | 0 | 62 | 52 | +10 | 6   |
| Roménia  | 3 | 2 | 0 | 1 | 64 | 49 | +15 | 4   |
| Bulgária | 3 | 1 | 0 | 2 | 68 | 60 | +8  | 2   |
| Canadá   | 3 | 0 | 0 | 3 | 61 | 94 | -33 | 0   |

## Segunda fase

### Grupo 1
| Time               | P | V | E | D | GP  | GC  | SG  | Pts |
| ------------------ | - | - | - | - | --- | --- | --- | --- |
| Iugoslávia         | 5 | 4 | 0 | 1 | 124 | 102 | +22 | 8   |
| Alemanha Ocidental | 5 | 3 | 0 | 2 | 109 | 100 | +9  | 6   |
| Áustria            | 5 | 3 | 0 | 2 | 101 | 111 | -10 | 6   |
| China              | 5 | 3 | 0 | 2 | 108 | 119 | -11 | 6   |
| Polónia            | 5 | 2 | 0 | 3 | 117 | 103 | +14 | 4   |
| Coreia do Sul      | 5 | 0 | 0 | 5 | 111 | 135 | -24 | 0   |

### Grupo 2
| Time              | P | V | E | D | GP  | GC  | SG  | Pts |
| ----------------- | - | - | - | - | --- | --- | --- | --- |
| União Soviética   | 5 | 5 | 0 | 0 | 126 | 106 | +20 | 10  |
| Alemanha Oriental | 5 | 3 | 1 | 1 | 111 | 90  | +21 | 7   |
| Noruega           | 5 | 3 | 0 | 2 | 89  | 90  | -1  | 6   |
| Roménia           | 5 | 1 | 1 | 3 | 90  | 100 | -10 | 3   |
| Dinamarca         | 5 | 1 | 0 | 4 | 97  | 103 | -6  | 2   |
| Bulgária          | 5 | 1 | 0 | 4 | 99  | 123 | -24 | 2   |

### Fase Final

#### 3º / 4º lugar
| Data           | Partida            | Partida | Partida           | Resultado |
| -------------- | ------------------ | ------- | ----------------- | --------- |
| 04 / 12 / 1990 | Alemanha Ocidental | -       | Alemanha Oriental | 19 - 25   |

#### Final
| Data           | Partida    | Partida | Partida         | Resultado |
| -------------- | ---------- | ------- | --------------- | --------- |
| 04 / 12 / 1990 | Iugoslávia | -       | União Soviética | 22 - 24   |

### Classificação Geral
| 1. União Soviética    |
| 2. Iugoslávia         |
| 3. Alemanha Oriental  |
| 4. Alemanha Ocidental |
| 5. Áustria            |
| 6. Noruega            |
| 7. Roménia            |
| 8. China              |
| 9. Polónia            |
| 10. Dinamarca         |
| 11. Coreia do Sul     |
| 12. Bulgária          |
| 13. Suécia            |
| 14. França            |
| 15. Canadá            |
| 16. Angola            |

| Campeonato Mundial de Handebol Feminino de 1990 |
| Campeão                                         |
| ----------------------------------------------- |
| União Soviética 3º Título                       |

## Ligações Externas
- International Handball Federation.info (en inglés)